# Schlotheimia trypanoclada
Schlotheimia trypanoclada är en bladmossart som beskrevs av C. Müller in Geheeb 1881. Schlotheimia trypanoclada ingår i släktet Schlotheimia och familjen Orthotrichaceae. Inga underarter finns listade i Catalogue of Life.